# Бајрон (Калифорнија)
Бајрон (енгл. Byron) насељено је место без административног статуса у америчкој савезној држави Калифорнија.

## Демографија
По попису из 2010. године број становника је 1.277, што је 361 (39,4%) становника више него 2000. године.
| Група             | 2000.       | 2010.       |
| Белци             | 589 (64,3%) | 666 (52,2%) |
| Афроамериканци    | 40 (4,4%)   | 61 (4,8%)   |
| Азијати           | 20 (2,2%)   | 4 (0,3%)    |
| Хиспаноамериканци | 237 (25,9%) | 503 (39,4%) |
| Укупно            | 916         | 1.277       |